# 大沙村西门楼
大沙村西门楼，位于中国广东省东莞市东莞市大岭山镇大沙村，为东莞市的一个市、县级文物保护单位，类型为近现代重要史迹及代表性建筑，公布时间为2004年1月8日。
大沙村西门楼的历史年代为清代。